# Rory O’More Bridge
Die Rory O’More Bridge, irisch Droichead Ruaraí Uí Mhóra, anfangs Victoria and Albert Bridge oder kurz Victoria Bridge, ab 1929 Emancipation Bridge, vielmals auch Watling Street Bridge, ist eine gusseiserne Bogenbrücke über den Fluss Liffey in Dublin, Irland.

## Geschichte
An der Stelle der Rory O’More Bridge standen bereits früher Brücken, sodass die heutige Brücke die vierte oder möglicherweise die fünfte Brücke an dieser Stelle ist. Die 1670 gebaute Holzbrücke wurde nach der nahe gelegenen Kaserne Barrack Bridge genannt, eine Bezeichnung, die von der Bevölkerung zu Barrack and Bloody Bridge ergänzt wurde. Das Bloody bezog sich auf die blutigen Auseinandersetzungen um die Brücke nach derer Fertigstellung, denn aufgebrachte Stadtbewohner versuchten die Brücke zu zerstören, weil sie die Fährbetriebe konkurrenzierte. Um 1700 wurde die Holzbrücke durch eine Steinbogenbrücke ersetzt, die Mitte des 19. Jahrhunderts in einem baufälligen Zustand war, sodass Bewohner der wachsenden westlichen Vororte mit einer Petition den Neubau der Brücke forderten.
Baubeginn der Brücke war 1858, doch die Fertigstellung verzögerte sich, weil der Bauunternehmer Schwierigkeiten mit dem Fundament der Brücke hatte. Der Auftrag wurde deshalb an einen anderen Bauunternehmer vergeben, der die Brücke noch rechtzeitig zum Besuch von Queen Victoria und Prinz Albert im Jahre 1861 fertigstellen konnte. Der königliche Besuch eröffnete die Brücke, welche zu seinen Ehren als Victoria and Albert Bridge bezeichnet wurde, was von der Bevölkerung zu Victoria Bridge verkürzt wurde.
Die Brücke war die dritte gusseiserne Brücke über den Liffey und die erste neue Brücke der Hauptstadt seit der King’s Bridge von 1828, die ebenfalls nach einem Königsbesuch benannt wurde.
Nach der Unabhängigkeit Irlands wurde die Brücke 1929 in Emancipation Bridge umbenannt im Gedenken an das 100-jährige Jubiläums der Katholikenemanzipation. Später wurde sie Rory O’More Bridge genannt, nach Rory O’More (bzw. O’Moore, irisch Ruaidhrí Ó Mórdha, 1600–1655), der die Irische Rebellion von 1641 anführte.

## Bauwerk
Die in einer auffälligen blauen Farbe gehaltene Brücke besteht aus einem einzigen Bogen von 29 m Spannweite. Das Haupttragwerk besteht aus sieben nebeneinander liegenden gusseisernen Bogensegmenten, auf die sich die T-Träger der Struktur des Brückendecks abstützen. Das Brückendeck selbst besteht aus leicht nach oben gewölbten geschmiedeten Platten, die mit Straßenbelag bedeckt sind.